# Mošeja Şehzade
Mošeja Şehzade (turško Şehzade Camii, iz izvirne perzijščine شاهزاده Šāhzādeh, kar pomeni 'princ') je osmanska cesarska mošeja iz 16. stoletja v okrožju Fatih, na tretjem hribu Carigrada v Turčiji. Naročil jo je Sulejman I. Veličastni kot spomenik svojemu sinu Şehzade Mehmedu, ki je umrl leta 1543. Včasih se imenuje tudi prinčeva mošeja. V napadu junija 2016 so bila okna mošeje razbita.

## Zgodovina
Gradnjo kompleksa (külliye) Şehzade je naročil osmanski sultan Sulejman I. Veličastni kot spomenik svojemu najljubšemu sinu Şehzade Mehmedu (rojen 1521), ki je umrl leta 1543, ko se je vrnil v Carigrad po zmagoviti vojaški akciji na Madžarskem. Mehmed je bil najstarejši sin Sulejmanove edine zakonite žene Hürrem Sultan – čeprav ne njegov najstarejši sin – in pred njegovo prezgodnjo smrtjo je bil pripravljen sprejeti sultanat po Sulejmanovi vladavini. Sulejman naj bi štirideset dni osebno žaloval za Mehmedovo smrtjo na njegovi začasni grobnici v Carigradu, mestu, na katerem je cesarski arhitekt Mimar Sinan zgradil razkošen mavzolej kot del večjega kompleksa mošeje, posvečenega knežjemu dediču. Kompleks je bil Sinanovo prvo pomembno cesarsko naročilo in na koncu eno njegovih najbolj ambicioznih arhitekturnih del, čeprav je bilo zasnovano zgodaj v njegovi dolgi karieri.

## Arhitektura

### Zunanjost
V mošejo se vstopi skozi marmorno tlakovano kolonadno preddverje s površino, ki je enaka površini same mošeje. Dvorišče obroblja portik s petimi kupolastimi travejami na vsaki strani, z oboki v izmenično rožnatem in belem marmorju. V središču je vodnjak za umivanje (şadırvan), ki je bila kasnejša donacija sultana Murata IV. Dva minareta imata dve galeriji in dovršeno geometrijsko skulpturo v nizkem reliefu in občasnih vložkih iz terakote. Je edina nesultanska mošeja, ki jo je zasnoval Sinan s parom minaretov z dvema galerijama.
Sama mošeja je kvadratnega tlorisa, pokrita z osrednjo kupolo, obkroženo s štirimi polkupolami. Kupolo podpirajo štirje slopi in ima premer 19 metrov in višino 37 metrov. V tej stavbi je Sinan prvič sprejel tehniko postavitve stebriščnih galerij po celotni dolžini severne in južne fasade, da bi prikril opornike.

### Notranjost
Notranjost mošeje Şehzade ima simetričen tloris, pri čemer je prostor pod osrednjo kupolo razširjen s štirimi polkupolami, po eno na vsaki strani, v obliki štirilistne deteljice. Ta tehnika ni bila povsem uspešna, saj je izolirala štiri ogromne slope, potrebne za podporo osrednje kupole, in je Sinan nikoli več ni ponovil. Notranjost mošeje je zelo preprosta, brez galerij.

## Kompleks
Kompleks Şehzade (külliye) je med kompleksoma Fatih in Bajazid. Kompleks sestavljajo mošeja, mavzolej ali türbe princa Mehmeta (ki je bil dokončan pred mošejo), dve šoli Korana (medresa), javna kuhinja (imaret), ki je stregla hrano revnim, in karavanseraj. Mošeja in njeno dvorišče sta obdana z zidom, ki ju ločuje od ostalega kompleksa.

### Mavzoleji
Na pokopališkem vrtu južno od mošeje je pet mavzolejev (türbe). Najstarejši in največji je Şehzade Mehmeda, ki ima perzijski temeljni napis nad vhodom z datumom 1543–44. Mavzolej je osmerokotna stavba, z žlebasto kupolo, polikromiranim kamnom in troločnim portikom. Notranje stene so pokrite z večbarvnimi ploščicami cuerda seca, okna pa imajo vitraže.  Nenavadna značilnost je pravokoten lesen prestol nad Mehmedovim sarkofagom, ki je simboliziral njegov status navideznega dediča. Znotraj mavzoleja sta tudi grobnica Mehmedove hčerke Hümaşah Sultan in njegovega najmlajšega brata Şehzade Cihangir (um. 1553). Identiteta četrtega sarkofaga ni znana.
Južno od mavzoleja Şehzade je manjši osmerokotni türbe velikega vezirja Rüstem paše, ki ga je prav tako zasnoval Sinan. V napisu je leto 968 po Hidžri (1560–61). Rüstem paša je bil mož Mihrimah, hčerke Sulejmana Veličastnega. Tako kot mošeja Rüstem paše je okrašen z velikim številom podglaziranih izniških ploščic. Ob vratih kompleksa je türbe velikega vezirja Ibrahim-paše, zeta Murata III., ki je umrl leta 1603. Türbe je zasnoval Dalgıç Ahmed Çavuş in je skoraj enak Şehzadejevemu v uporabi dekoracije s ploščicami.

## Galerija
- Pogled na mošejo s kupolami grobnic
- Pogled na mošejo s severovzhodne strani
- Pogled na mošejo iz okoliškega parka, severna stran
- Dvorišče mošeje
- Splošni pogled na notranjost mošeje
- Pogled na notranjost mošeje proti mihrabu
- Stran glavnega stebra mošeje
- Kupole mošeje
- Mošeja nad vhodom
- Detajli minareta

## Opomba
1. ↑   Godfrey Goodwin v svoji knjigi Zgodovina osmanske arhitekture, objavljeni leta 1971, navaja, da so bile ploščice cuerda seca, ki krasijo mavzolej, izdelane v Izniku.[6] Iz ohranjenih računskih knjig je zgodovinar Gülru Necipoğlu pokazal, da je osmanski dvor zaposlil ekipo keramičarjev v Carigradu in zdaj se na splošno domneva, da so vse "cuerda seca" ploščice na cesarskih stavbah iz prve polovice 16. stoletja izdelovali v Carigradu in ne v Izniku.[7][8]